# 1792 w literaturze
Wydarzenia literackie w 1792 roku.

## Nowe książki
- zagraniczne
  - Mary Wollstonecraft - Wołanie o prawa kobiety

## Nowe poezje
- polskie
  - Franciszek Karpiński – Pieśni nabożne

## Urodzili się
- 21 września – Johann Peter Eckermann, niemiecki poeta i pisarz (zm. 1854)

## Zmarli
- 6 stycznia – Marie-Jeanne Riccoboni, francuska pisarka i publicystka